# Palais Mattei Caetani
Le palais Mattei Caetani est un palais de Rome situé dans le rione Sant'Angelo et plus précisément au no 32 Via delle Botteghe Oscure. 

## Histoire
L'édifice date du XVIe siècle, il s'agit d'un palais de style maniériste, dont la réalisation est attribué à Nanni di Baccio Bigio.
Le palais  appartenait à l'antique famille aristocratique des Caetani (en).  Habité par Teresa de Rossi - Caetani et ses trois fils, il fut fréquenté par de nombreux écrivains et artistes : Chateaubriand, Paul-Louis Courier, Stendhal, Henry Longfellow, Franz Liszt, Walter Scott, Balzac, Frédéric Ozanam, Ernest Renan, Hippolyte Taine, Edmond About... Stendhal, notamment, fréquenta le palais et sa bibliothèque pendant le temps de son consulat à Civitavecchia (1831/36), et c'est dans cette bibliothèque que Michelangelo Caetani  trouva la matière de ses Chroniques italiennes.
Cet immeuble a été, entre 1948 et 1960, le siège de la rédaction de la revue littéraire cosmopolite Botteghe Oscure, dirigée par Marguerite Caetani et Giorgio Bassani.
Depuis 1963 le palais est le siège de la Fondation Camillo Caetani.

## Description
L'édifice est de style maniériste, dont la réalisation est attribuée à Nanni di Baccio Bigio.
Les décorations intérieures sont de Federico Zuccari (italien : Fregio con amorini) en collaboration avec Taddeo Zuccari (salon du premier étage)

## Sources bibliographiques
- Carlo Cresti et Claudio Rendina (trad. Jean-Philippe Follet), Villas et palais de Rome [« Ville e palazzi di Roma »], Paris, Éditions Mengès, novembre 1998, 399 p. (ISBN 978-2-85620-409-2), p. 126-135. Photographies de Massimo Listri